# Аморейра (Лейрия)
Аморейра (порт. Amoreira) — район (фрегезия) в Португалии, входит в округ Лейрия. Является составной частью муниципалитета Обидуш. По старому административному делению входил в провинцию Эштремадура. Входит в экономико-статистический субрегион Оэште, который входит в Центральный регион. Население составляет 985 человек на 2001 год. Занимает площадь 19,39 км².
Покровителем района считается Дева Мария (порт. Nossa Senhora de Aboboriz).